# ANT1
Antenna, відоміший як ANT1 — грецький приватний телеканал, заснований 31 грудня 1989 року. Найпопулярніший масовий канал в Греції, також здійснює мовлення на Кіпрі. Мовлення ANT1 World здійснюється через штучний супутник Hellas Sat 2.

## Історія
1988 року грецький підприємець Мінос Кіріаку започаткував радіостанцію в Афінах, передмісті Марусі, а за кілька місяців по тому отримав ліцензію на мовлення в Салоніках. 31 грудня 1989 року розпочалось телевізійне мовлення ANT1, через місяць після запуску іншого розважального телеканалу Mega Channel, і з яким ANT1 змагається донині у першості за чисельністю аутидорії глядачів. Починаючи з 1989 року ANT1 ексклюзивно транслює конкурс Міс Греція.
Щоб виділитися на тлі конкурентів, Мінос Кіріаку найняв продюсера, який почав швидко адаптовувати найпопулірніші програми та телесеріали виробництва американських телеканалів. Канал швидко став найпопулярнішим у країні, утримуючи безперечну першість до 2005 року. Телеканал спеціалізується на створенні відомих у світі талант-шоу, зокрема The X Factor, Танці з зірками тощо.